# Indiani d'America (miniserie televisiva)
Indiani d'America (500 Nations) è una miniserie televisiva docu-fiction statunitense del 1995 diretta da Jack Leustig, prodotta e condotta da Kevin Costner.

## Trama
La miniserie narra dell'epopea dei maggiori popoli nativi americani, dalle civiltà precolombiane dai Maya ai Navajo, dal capitano Smith alle Guerre Indiane del XIX secolo, da Toro Seduto a Geronimo.

## Produzione
La serie, diretta da Jack Leustig, è divisa in otto puntate, per un totale di 374 minuti.

## Distribuzione
In Italia è stata mandata in onda dalla Rai nell'estate 1997.